# 地球前後図
『地球前後図』（ちきゅうぜんごず）、または地球図は1834年、実学者崔漢綺が刊行した地図であり、崔と交友の深い金正浩が版刻を担当した。19世紀初半からの朝鮮の知識人たちの世界認識を画期的に変えるのに決定的な役割をした地図と考えられている。李圭景によれば、「地球図」とも呼ばれる。

## 『地球前後図』の由来と現況
『地球前後図』は1800年に清の荘廷敷が製作し、崔漢綺が1834年に刊行した。現在、崇実大学校に原本、誠信女子大学校博物館に転写本、ソウル大学校奎章閣にフィルムが所蔵されている。

## 製作者
『地球前後図』は朝鮮人が刊行した近代式木版本として知られている。『地球後図』下段と『黄道南恒星図』下段に各々「道光甲午孟秋泰然斎重刊」「道光甲午泰然斎重刊」と書かれているが、一時泰然斎が金正浩の号と思われていて、金正浩が編纂したのだろうと推定されていた。しかし、後に、李圭景が編纂した百貨辞典『五洲衍文長箋散稿』の「地球図弁証説」では、「地球図」重刊者を崔漢綺と明らかにしているので、当然泰然斎も崔漢綺の号となり、金正浩が版刻したのだろうと思われる。そして、荘廷敷の「地球図」を模倣して製作したのだが、陽刻と陰刻を反対にして製作した。

## 規模
『地球前後図』は42cm×88cmの大きさの地図で、各々10度単位で描かれた半球図である。前図と後図に分けてみると、前後図各々37.0cm×37.5cmの均一な大きさを持っている。こうしてみると、世界地図としてはたいへん小さい地図である。

## 細部事項と形態
フェルディナント・フェルビーストの『坤輿全図』のように両半球形世界地図の形態を成している。基本的に地球前図にはアジア、ヨーロッパとアフリカが描かれており、地球後図には南北アメリカが描かれている。しかし、『坤輿全図』に比べて日本と東南アジア一帯が全く異なって描写されている。それだけでなく、カリフォルニア地域が島のように描かれている。一方で、南極の存在を認識していることを確認することもできる。両半球図は10度間隔に経緯度を引き、赤道を中心に南北極線、南北回帰線が描かれている。両半球図の南北回帰線を横に引く黄度の上には24節気が引かれてあり、各半球のふちには地台別時間の差異が目盛と数値で表記されている。『坤輿全図』の場合、両半球を東と西に分け、西半球を東半球の前に置いた一方、『地球前後図』では両半球を前後に分け、前図を東半球、後図を西半球に位置して置いた。この地図の最も大きな特色は、陸地の国名、地名、注記は陽刻となっており、海面にあるそれは陰刻となっている点である。そのため、五大陸は灰色で表現され、大洋は黒くなっている。

## 世界観
この地図は朝鮮に浸透していた中華的世界観を克服した19世紀中後半の事実的な地図として評価されている。19世紀前半の朝鮮実学者たちは中国社会でそれほど認知されていなかった荘廷敷の地球説及び世界地図を積極的に受入れ理解した。そして、1834年、崔漢綺の地球前後図を通してそれは表面化することになった。

## 意義
『地球前後図』は朝鮮で最初の版刻された世界地図として知られている。『地球前後図』は中国の荘廷敷の手によるものだと推測されているが、純粋な西洋地図の伝達ではない西洋地図を受容し、東洋的な痕跡が残した地図であるといえる。それだけでなく、荘廷敷の地図を模倣して作られたと言えど、『地球典要』などの世界地図に比べると東洋的な知識の痕跡がよく残っていることを確認することができる。アフリカ地域において、蘇喊勿里烏鬼、工鄂烏鬼国、烏鬼岬、烏鬼国などが表示されており、南アメリカにおいては毛人国などが記録され、『山海経』などに出てくる伝説的な記録も加わっていることを知ることができ、これを通して東洋的な知識が少なからず加味されていることがわかる。